# Тели
Тели́ (кит. упр. 铁力, пиньинь Tiělì) — городской уезд городского округа Ичунь провинции Хэйлунцзян (КНР).

## История
В начале XX века эти земли входили в состав уезда Юйцин (余庆县). После Синьхайской революции в связи с тем, что уезд с таким же названием существовал в провинции Гуйчжоу, уезд Юйцин провинции Хэйлунцзян был 5 февраля 1914 года переименован в уезд Цинчэн (庆城县). В мае 1915 года восточная часть уезда Цинчэн была выделена в отдельный уезд Тели (铁骊县).
В 1931 году Маньчжурия была оккупирована японскими войсками, а в 1932 году было образовано марионеточное государство Маньчжоу-го. 1 декабря 1934 года в Маньчжоу-го была создана провинция Биньцзян, в состав которой вошли эти земли. В 1939 году произошло изменение административно-территориального деления, и эти земли вошли в состав новой провинции Бэйань. 1 июля 1943 года уезд Цинчэн был объединён с уездом Тели в уезд Цинъань.
В 1945 году Маньчжурия была освобождена Советской армией, и уезд Цинъань оказался в составе провинции Хэйлунцзян. В 1946 году уезд Тели был выделен из уезда Цинъань. В 1947 году провинции Хэйлунцзян и Нэньцзян были объединены в «Объединённую провинцию Хэйлунцзян и Нэньцзян» (сокращённо — провинцию Хэйнэнь), однако вскоре разделены вновь.
В 1956 году решением Госсовета КНР был образован Специальный район Сунхуацзян (松花江专区), и уезд Тели вошёл в его состав. В ноябре 1956 года написание названия уезда было официально сменено с 铁骊 на 铁力. 6 сентября 1958 года уезд Тели был вновь присоединён к уезду Цинъань, но 20 октября 1962 года уезд Тели был воссоздан вновь. В апреле 1970 года уезд Тели был переведён из округа Суйхуа в округ Ичунь.
Решением Госсовета КНР от 14 декабря 1979 года округ Ичунь был вновь преобразован в городской округ. В сентябре 1988 года уезд Тели был преобразован в городской уезд.
В 2019 году посёлок Лансян был передан из состава Тели в состав нового уезда Дациншань.

## Административное деление
Городской уезд Тели делится на 3 посёлка и 3 волости.

## Соседние административные единицы
Городской уезд Тели на севере граничит с районами Цуйлуань и Умахэ, на северо-востоке — с районами Дайлин и Наньча, на юго-востоке — с территорией города субпровинциального значения Харбин, на западе — с территорией городского округа Суйхуа.